# Cyrtopeltis nicotianae
Espèce
Synonymes
Engytatus nicotianae
Leptopterna nicotianae
Cyrtopeltis nicotianae est une espèce d'insectes hémiptères de la famille des Miridae, décrite par Carl Stål en 1859.